# Temporal kortex
Temporal kortex (tindingelappens bark) er den del af hjernebarken, der er placeret lavt på siden af storhjernen. Øverst i temporal kortex sidder den primære hørebark (auditorisk kortex). Desuden er temporal kortex bl.a. involveret i hukommelse, såvel som forståelse og produktion af sprog.
| Anatomi | Spire Denne artikel om anatomi er en spire som bør udbygges. Du er velkommen til at hjælpe Wikipedia ved at udvide den. |